# Zaïr Kédadouche
Zaïr Kédadouche, né le 9 août 1957 à Tourcoing (Nord) est un ancien footballeur et un haut fonctionnaire français.

## Famille
Zaïr Kédadouche  est issu d'une famille algérienne kabyle de 6 enfants arrivée en France dans les années 1950.

## Parcours

### Carrière de footballeur professionnel
Zaïr Kédadouche a occupé le poste de défenseur/milieu défensif sous le maillot des clubs suivants :
- 1975-1977 :  Club Sportif Sedan Ardennes
- 1977-1983 :  Paris Football Club
- 1983-1987 :  A.S Red Star

### Professeur
Il passe le CAPET en 1989 et devient professeur certifié de technologie-gestion dans l'enseignement technique.

### Haut fonctionnaire
En 1990, il est reçu à Institut d'Études Politiques de Paris pour la préparation du concours de l'ENA.
Élu conseiller régional d'Île-de-France en 1992, il ne passera pas le concours de l'ENA.
- 1993 : Young leader du programme international d’échanges organisé par la Fondation américaine German Marshall Fund
- 1996-2000 : Chargé de cours à l'Institut d'études politiques de Paris
- 1997-2003 : Chargé de mission à l'inspection générale des affaires sociales (IGAS)
- Septembre 2000 : Auditeur de la 53e session de l'Institut des hautes études de la Défense nationale (IHEDN)
- Octobre 2002 : Membre du Haut Conseil à l'intégration
- Septembre 2003 : Inspecteur général de l'Éducation nationale (IGEN) dans le collèges "Etablissements,territoires, politiques éducatives, orientation, vie scolaire" (qui s'occupe, entre autres, des chefs d'établissement). Auditeur de la 15e session de l'Institut des hautes études de la sécurité intérieure (IHESI)
- Janvier 2006 : Conseiller technique chargé des associations et de la jeunesse auprès de Jacques Chirac, président de la République
- Mai 2007 : Directeur des relations internationales du haut conseil à l'intégration
- Octobre 2008 : Consul général de France à Liège (Belgique)
- Septembre 2009 : Auditeur à la 7e promotion du Centre Hautes Études Développement Économique (CHEDE)
- Mai 2012 : Ambassadeur de France en Andorre[3] (Avec le titre officiel de "Ministre extraordinaire et plénipotentiaire".)
- Avril 2014 : A nouveau Inspecteur général de l'Éducation nationale (IGEN) dans le Collège "Etablissements,Territoires, Politiques éducatives, Orientation, Vie scolaire", qui s'occupe notamment des Principaux et des Proviseurs, des Principaux-Adjoints et des Proviseurs-Adjoints, des Conseillers d'orientation-Psychologues de l'Education Nationale, des CPE et du bon fonctionnement des établissements. Ce Collège inspecte les personnels de direction, évalue les établissements, encadre et supervise les Inspecteurs académiques concernés, intervient dans les arbitrages et sur les situations de litige, mène des missions d'audit et de conseil, définit et pilote la stratégie nationale de gestion des établissements, contrôle et enquête en cas de dysfonctionnements dans les établissements ou les services administratifs, conseille le ministre. À la demande du ministre, ce Collège de l'Inspection générale a vocation, avec l’appui des correspondants académiques, à évaluer les politiques publiques relevant de son champ d’expertise (qu’elles soient ministérielles ou interministérielles), suivre et accompagner le fonctionnement des services de l’administration centrale, des services déconcentrés (rectorats,...), des territoires académiques, des écoles, collèges et lycées et suivre leur évaluation. Il contrôle les rapports entre les établissements et les Collectivités territoriales et s'occupe de la mise en place d’une évaluation systématique des établissements scolaires. Ce Collège de l'Inspection générale mène inspections et contrôles (y compris dans le cadre de dysfonctionnements) dans les services administratifs et les établissements scolaires, aide à la décision sur les réformes que le ministre souhaite engager et s'occupe de toute expertise demandée par les directions d’administration centrale, par le cabinet du ministre ou le ministre lui-même.

Conseiller technique du Ministre de la Ville en 1995 puis chargé des Associations et de la Jeunesse auprès de Jacques Chirac pendant son second mandat présidentiel, puis consul général à Liège de 2008 à 2011, Zaïr Kedadouche est de mai 2012 à mars 2014 ambassadeur à Andorre. Il quitte le Quai d'Orsay car il affirme être victime de comportements racistes et discriminatoires de la part d'autres hauts fonctionnaires.
Il a exercé la mission de directeur des relations internationales au sein du haut conseil à l'intégration et est un des fondateurs de la Cité nationale de l'histoire de l'immigration. Il préside l’association Intégration France depuis 1985.

## Mandats politiques
- 1985-1995 : Conseiller municipal (initialement PS) à Aubervilliers
- 1992-1998 : Conseiller régional (Génération écologie) d'Île-de-France
- 2001-2007 : Maire adjoint (RPR/UMP) à la jeunesse et l'intégration à la mairie du 17e arrondissement de Paris
- A été et est proche de plusieurs personnalités politiques de tous horizons : Charles Pasqua, Jacques Chirac, Nicolas Sarkozy, Françoise de Panafieu, Julien Dray...

## Distinctions
- Chevalier de la Légion d'honneur, nommé le 31 décembre 2002[4]
- Officier de l'ordre national du Mérite, nommé le 15 mai 2009[5]

## Expérience associative et politique
- Depuis 1992 : président de l’Association Intégration France dont l’objet est de favoriser l’intégration économique, sociale et culturelle des jeunes d’origine étrangère
- 1988 : créateur de l’AMHI (Association pour le Musée d’histoire de l’immigration) qui a donné la CNHI (Cité nationale de l'histoire de l'immigration)
- 2021 : co-rédacteur avec Karl Olive, maire de Poissy, du rapport commandé par Nadia Hai, Ministre de la Ville, intitulé "Faire Nation par le Sport[6]"

## Publications

### Ouvrages
- Zaïr Kédadouche, Citoyens contre le racisme et les discriminations, Harmattan, 2014, 93 p. (ISBN 978-2-343-03898-8)
- Zaïr Kédadouche et Abderrahim Hafidi (préf. Christian Delorme), Marche ou (c)rêve : La Marche pour l'égalité et contre le racisme, 30 ans après, L'Harmattan, 2013 (ISBN 978-2-343-02346-5).
- Zaïr Kédadouche, La France et les Beurs, Éditions de la Table Ronde, 2002 (ISBN 2-7103-2488-1).
- Zaïr Kédadouche, Zaïr le Gaulois, Éditions Grasset, 1996 (ISBN 2-246-53251-5).

### Rapports
- Daniel Zielinski, Fabien Canu, Zaïr Kedadouche et Juliana Rimane, Inspection générale de l'Éducation, du Sport et de la Recherche, Les fédérations sportives et leurs structures déconcentrées : examen de leur activité durant la crise sanitaire, 26 avril 2022, 87 p. (lire en ligne )
- Paul Mathias, Zaïr Kedadouche et Jean-Michel Schmitt, Inspection générale de l'Éducation, du Sport et de la Recherche, Recensement et analyse des actions numériques pendant la période Covid-19, 4 juin 2021, 42 p. (lire en ligne )
- Fabien Canu, Marie-France Chaumeil et Zaïr Kedadouche, Inspection générale de l'Éducation, du Sport et de la Recherche, Évaluation du suivi socioprofessionnel des sportifs de haut niveau, 15 décembre 2020, 111 p. (lire en ligne )
- Yvon Ceas, Christian Florek, Dominique Frusta-Gissler, Jacqueline Gaugey, Philippe Graillot, Yvon Robert et Zaïr Kedadouche, Inspection générale de l'Éducation Nationale, Inspection générale de l'Administration de l'Éducation nationale et de la Recherche, Les sections sportives scolaires, 15 mai 2008, 53 p. (lire en ligne )
- Zaïr Kedadouche, Rapport sur la participation des habitants dans les opérations de renouvellement urbain (Rapport au Ministre délégué à la Ville et à la Rénovation

Urbaine), 1er avril 2003, 103 p. (lire en ligne )